# Pumas Morelos
El Club Pumas Morelos fue un club de fútbol mexicano, filial de los Pumas de la UNAM y propiedad de la Universidad Nacional Autónoma de México, jugaba como local en la ciudad de Cuernavaca en Morelos. Desapareció luego de haber tenido problemas económicos y posteriormente descendido de la Liga de Ascenso en el Torneo Clausura 2013. Posteriormente, se trasladó a Ciudad del Carmen, Campeche para convertirse en Delfines Fútbol Club.

## Historia
La historia de este equipo es corta ya que se fundó en 2006, su primer partido oficial fue el 5 de agosto en un duelo morelense contra el Zacatepec en el Estadio Agustín Coruco Díaz, en donde perdieron por 3-2. Los goles de los Pumas fueron de Israel Moreno y Gerardo Alcántara.
A pesar de ser filial de los Pumas de la UNAM fue considerado un equipo profesional que compitió en torneos profesionales, y todos los jugadores tenían ficha de jugador profesional, a no ser que jugaran con ficha del equipo juvenil.
Las bases del equipo fueron puestas por Víctor Mahbub Mata, quien en febrero del 2006 tomaría la presidencia del Club Universidad Nacional. 
En ese mismo año, la misma FMF obligó a todos los equipos de la Primera División de México a tener un equipo filial en la Liga de Ascenso. 
Los responsables de las fuerzas básicas del Club Universidad serían los creadores de la filial: Guillermo Vázquez Mejía, Guillermo Vázquez y David Patiño, el proyecto sería aceptado por la Federación Mexicana de Fútbol en el verano del mismo 2006, Pumas fue el segundo equipo en la historia del balompié mexicano en tener un equipo filial en la Primera División 'A' de México (Segunda División).
A su llegada a la rectoría de la Universidad Nacional Autónoma de México en noviembre de 2006, José Narro Robles, en calidad de Presidente Honorario del Club Universidad, ayudaría a que el equipo del ascenso consiguiera apoyo económico por parte del Gobierno del Estado de Morelos, siendo los exgobernadores Marco Antonio Adame Castillo y Graco Ramírez, quienes darían dicho subsidio durante sus mandatos al tener una relación de amistad con el rector en turno.
Por las filas de Pumas Morelos pasaron los mejores jugadores que han llegado al primer equipo de los Pumas de la UNAM procedentes de la cantera universitaria: Odín Patiño, Alejandro Palacios, Diego de Buen, David Cabrera, Fernando Morales, Jehu Chiapas, Luis Fernando Fuentes, Carlos Orrantia, Eduardo Gámez, David Izazola, Fernando Espinosa, Eduardo Herrera; así como futbolistas que han desarrollado el grueso de su carrera en otros equipos importantes como Héctor Moreno, Pablo Barrera o Efraín Juárez. Una de las últimas estrellas que surgió de Pumas Morelos es el mediocampista ofensivo Javier Cortés, que en la temporada 2008-2009 debutó en el primer equipo, entrenado por Ricardo "Tuca" Ferretti.

### Bicentenario 2010
El equipo jugó el torneo Bicentenario 2010 con puros jugadores mexicanos jóvenes, siendo los porteros los únicos veteranos del equipo. El mayor de los jugadores de cancha fue Luis Ricardo Rosas quien cumplió 25 años durante el torneo.
El equipo luchó por los primeros lugares de la tabla general de la Liga de Ascenso hasta el final del torneo, pero debido a que varios de sus jugadores fueron llamados para jugar en el equipo de la Primera División, los Pumas Morelos perdieron los últimos juegos del torneo, por lo que finalizaron en la cuarta posición.
Calificaron a la liguilla, perdiendo los cuartos de final contra La Piedad, empatando a cero goles el juego de ida y perdiendo la vuelta como locales en el Estadio Centenario con un marcador de 2 goles contra cero.

### Desaparición
El equipo de Morelos consumó su descenso de la Liga de Ascenso de México en el Torneo Clausura 2013 al perder 1-0 ante Altamira. el 13 de abril en el Estadio Altamira, con un pobre cociente de 1.0909.
Todo se vino abajo cuando los procesos de los jugadores en el equipo se aceleraron, ya que el presidente del patronato Victor Mahbub, tras el campeonato del Clausura 2011, decidió reforzar el primer equipo de Pumas en la recién creada Liga MX, sólo con canteranos, por lo que eso fue prácticamente un golpe brutal para el conjunto morelense, los subidos al primer equipo eran la columna vertebral del cuadro en el Ascenso MX.
El 2012 fue el año en que Pumas Morelos sufrió más, pues la llegada de un nuevo patronato que decidió gastar el dinero en la compra de refuerzos en el primer equipo, dejando descuidado a la escuadra en Morelos, pues mantener a dos escuadras para dos torneos y reforzar al conjunto del Ascenso fue imposible. 
Pumas Morelos no tuvo el visto bueno tras la llegada en marzo del 2012 de Jorge Borja Navarrete a la presidencia del equipo, y del Vicepresidente Deportivo del Club Universidad Nacional, Alberto García Aspe, quien consideró que la filial de Morelos era un gasto innecesario, ya que Pumas atravesaba por una severa crisis económica y aconsejó vender la franquicia, tras los malos manejos de la administración de Víctor Mahbub y la encabezada por Jorge Borja.
Ante el interés por deshacerse del equipo morelense, en noviembre de 2012, la directiva y el patronato encabezados por Borja Navarrete y García Aspe con la anuencia del Rector de la UNAM, José Narro, deciden dejar de brindarle recursos económicos a la filial y venden la franquicia a la empresa AMRH International Soccer, S.A. de C.V. quien tomaría las riendas del equipo para el Torneo Clausura 2013 y dejando que el conjunto auriazul de la recién creada Liga de Ascenso MX siguiera su curso, consumando el descenso al final del certamen, para temas en el cambio de sede y el nombre en la Segunda División de México.
Tras el descenso, desapareció la franquicia y el equipo se trasladó a Ciudad del Carmen, Campeche y se convirtió en Delfines Fútbol Club, bajo la administración de Claudio Suárez y Jorge Campos, exjugadores de los Pumas de la UNAM. Quienes llegaron a un acuerdo con Alberto García Aspe y Jorge Borja para su transacción por medio AMRH International.

## Estadio

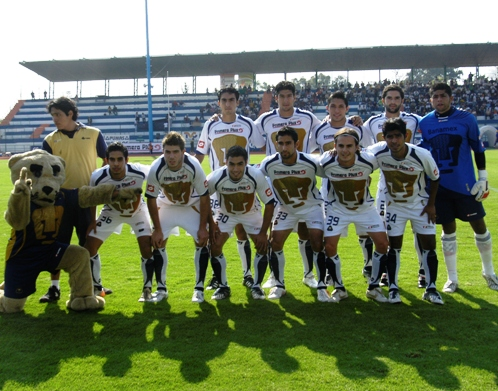
Equipo de Pumas Morelos en el Centenario.

El Estadio Centenario sirvió de sede a Pumas Morelos antes de que desapareciera y se trasladara a Ciudad del Carmen, Campeche. Tiene capacidad de 15,000 espectadores y también fue sede de los equipos de Ballenas Galeana en el Ascenso MX, de los Astros de Cuernavaca en la Segunda División y del Atlético Cuernavaca en la Tercera División.

## Palmarés

### Torneos amistosos
- Trofeo LXXI Aniversario de la Expropiación Petrolera: 2009.
- Torneo Cotton Bowl (Detroit) (EEUU): 2012.[4]
- Torneo Club International (Estados Unidos): 2012